# Versickerungsstrecke

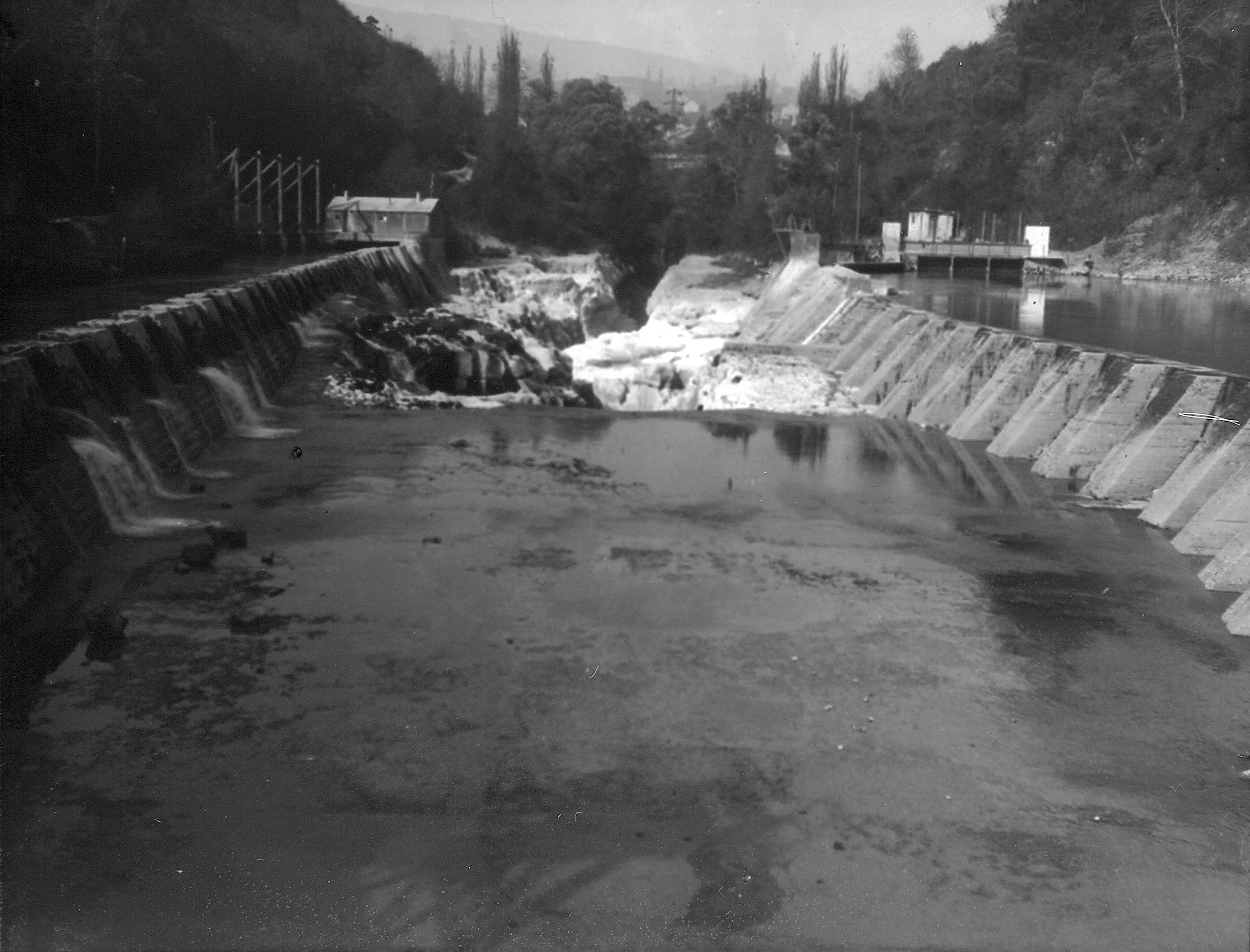
Pertes du Rhône, Versickerungsstrecke der Rhone im Französischen Jura (seit 1948 überflutet)

Eine Versickerungsstrecke ist jener Abschnitt eines Fließgewässers, in welchem aufgrund der besonderen geologischen Bedingungen des Untergrunds Wasser teilweise oder gänzlich versickert, sich im unterirdischen Verlauf verzweigt und im gleichen Fließgewässer und/oder anderen Gewässern wieder an die Oberfläche tritt.

## Beispiele
Markante europäische Beispiele für Flüsse und Bäche mit Versickerungsstrecken sind:

### Vollständige Versickerung
Flüsse und Bäche, die ganzjährig oder zeitweise vollständig im Untergrund versickern:
- Versickerung des Bieds im Jura in der Schweiz (bei Le Locle / Col des Roches) (Lage), Wiederaustritt des Wassers in der Rançonnière
- Versickerung des Bieds im Jura in der Schweiz (bei Les Ponts-de-Martel) (Lage), Wiederaustritt des Wassers in der Source de la Noiraigue
- Versickerung des Baches Bílá voda im Mährischen Karst in Tschechien (Lage), Wiederaustritt des Wassers im Portal der Punkvahöhle
- Versickerung der Donau an der Donauversickerung im Bereich der Schwäbischen Alb in Baden-Württemberg (Lage), Wiederaustritt des Wassers im Aachtopf
- Versickerung des Ellerbaches auf der Paderborner Hochfläche in Nordrhein-Westfalen (Lage), Wiederaustritt des Wassers im Storchenkolk
- Versickerung des Erdbaches im Westerwald in Hessen (Lage), Wiederaustritt des Wassers im Erdbachauslauf
- Versickerung des Farnbaches im Thüringer Wald, Wiederaustritt in der Altensteiner Höhle, dem Erdfallwasser und dem Getränksloch (periodisch).
- Versickerung der Gailach auf der Fränkischen Alb (Bayern) (Lage), Wiederaustritt des Wassers in der Gailachquelle
- Versickerung des Kelsbaches auf der Fränkischen Alb in Bayern (Lage), Wiederaustritt des Wassers in der Kelsbachquelle
- Versickerung der Lesse in der Höhle von Han-sur-Lesse in Belgien (Lage).
- Versickerung der Linder in den Ammergauer Alpen in Bayern (Lage), Wiederaustritt des Wassers in den Ammerquellen
- Versickerung des Lizon Supérieur im Jura in Frankreich (Lage), Wiederaustritt des Wassers in der Source du Lison
- Versickerung der Lone auf der Schwäbischen Alb in Baden-Württemberg (Lage), Wiederaustritt des Wassers im Nau-Ursprung
- Versickerung des Lurbaches im Tannebenkalkstock in der Steiermark (Lage), Wiederaustritt des Wassers in der Hammerbachquelle
- Versickerung der Meduna in der Nähe von Vivaro im Friaul-Julisch Venetien (Italien), querende Straßen bleiben unasphaltiert
- Versickerung des Naßköhrbaches auf der Hinteralm in der Steiermark (Lage), Wiederaustritt des Wassers am Toten Weib
- Versickerung der Orbe im Jura (Schweiz) (Lage), Wiederaustritt des Wassers in der Source de l’Orbe
- Versickerung der Ouysse im Causse de Gramat (Südfrankreich) (Lage), Wiederaustritt des Wassers in den Quellen Source de Cabouy und Source de Saint-Sauveur
- Versickerung der Pivka im Unterkrainer Karstgebiet in Slowenien (Lage), Wiederaustritt des Wassers in der Unica
- Versickerung der Reka im Unterkrainer Karstgebiet in Slowenien (Lage), Wiederaustritt des Wassers im Foce del Timavo
- Versickerung der Rhone in den Pertes du Rhône bei Bellegarde-sur-Valserine (Frankreich) (Lage), Wiederaustritt des Wassers ca. 50 Meter stromabwärts (seit 1948 überflutet)
- Versickerung des Baches Sloupský potok im Mährischen Karst in Tschechien (Lage), Wiederaustritt des Wassers im Portal der Punkvahöhle
- Versickerung der Vis in der Causse du Larzac (Südfrankreich) (Lage), Wiederaustritt des Wassers in der Résurgence de la Vis

### Versickerungsstrecken
Flüsse und Bäche, deren Wasser teilweise im Untergrund versickert:
- Versickerung der Alme auf der Paderborner Hochfläche in Nordrhein-Westfalen, Wiederaustritt des Wassers großteils in den Hederquellen
- Versickerung des Bandiats im Karst von La Rochefoucauld in Frankreich, Wiederaustritt des Wassers großteils in der Sources de la Touvre
- Versickerung der Brenz auf der Schwäbischen Alb in Baden-Württemberg
- Versickerung des Doubs im Jura in Frankreich, Wiederaustritt des Wassers großteils in der Source de la Loue
- Versickerung der Elsässer Ill am Nordrand des französischen (Elsässer) Jura
- Versickerung der eines Teils der Ilm auf der Ilm-Saale-Platte in Thüringen, Wiederaustritt des Wassers großteils im Oberwillinger Spring. Zusätzlich versickert die Ilm bei Niedrigwasser etwas weiter unterhalb bei Kranichfeld vollständig und tritt im weiteren Verlauf des Flussbetts wieder an die Oberfläche.
- Versickerung der Lauchert auf der Schwäbischen Alb in Baden-Württemberg
- Versickerung der Großen Lauter auf der Schwäbischen Alb in Baden-Württemberg, Wiederaustritt des Wassers großteils in den Braunselquellen
- Versickerung der Loire in Frankreich, Wiederaustritt des Wassers großteils in der Source du Loiret
- Versickerung der Schwarza im Schwarzatal im südlichen Niederösterreich
- Versickerung der Sieber im Südharzer Gipskarstgebiet in Niedersachsen, Wiederaustritt des Wassers großteils in der Rhumequelle
- Versickerung der Söse im Harz in Niedersachsen, Wiederaustritt des Wassers großteils im Mühlenteich (Förste)
- Versickerung der Steina im Südschwarzwald in Baden-Württemberg, Wiederaustritt des Wassers großteils in den Quellen des Siechenbachs
- Versickerung der Tille auf dem Plateau von Langres in Frankreich, Wiederaustritt des Wassers großteils in der Source de la Bèze
- Versickerung der Wieda im Südharz in Niedersachsen und Thüringen, Wiederaustritt des Wassers großteils im Salzaspring
- Versickerung der Wilden Gera im Thüringer Wald in Thüringen, Wiederaustritt des Wassers großteils im Spring von Plaue
- Versickerung der Wutach in der mittleren Wutachschlucht in Baden-Württemberg